# Marek Strzaliński
Marek Strzaliński (Siedlce; 7 de Outubro de 1947 — ) é um político da Polónia. Ele foi eleito para a Sejm em 25 de Setembro de 2005 com 11045 votos em 24 no distrito de Białystok, candidato pelas listas do partido Sojusz Lewicy Demokratycznej.